# Juliette Lewis
Juliette Lewis (Los Angeles, 1973. június 21. –) amerikai színésznő, énekesnő.

## Élete és pályafutása
Művészcsaládban született, apja Geoffrey Lewis foglalkoztatott karakterszínész volt, anyja Glenis Batley grafikus művész.
1980-ban, hétévesen már játszott kisebb-nagyobb tévészerepekben (Any Which Way But Loose), édesapjának köszönhetően. Első komolyabb filmszerepét tizenkét évesen, 1985-ben kapta a Homefires című minisorozatban. Két évvel később elköltözött szüleitől és önállósodott.
Feltűnt a Marslakó a mostohám (1988) című vígjátékban, ahol együtt játszott Kim Basingerrel és Dan Aykroyddal. 1988-ban, tizenöt évesen otthagyta a középiskolát. Egy év múlva bűncselekményt követett el, ugyanis alkoholt fogyasztott, de ejtették az ügyet.
A Cape Fear – A rettegés foka (1991) című thrillerben együtt dolgozott Nick Nolte-val, Jessica Lange-gal és Robert De Niróval, valamint Oscar-jelölést is kapott, mint legjobb női mellékszereplő. Ezt követte a Férjek és feleségek 1992-ben. 1993-ban a Rómeó vérzik című filmben olyan színészekkel szerepelt, mint Gary Oldman és Lena Olin. Még ugyanebben az évben jött a Gilbert Grape, Johnny Depp-pel és Leonardo DiCaprióval. 
A nagy szerep 1994-ben érkezett meg számára, amikor szerepet kapott a Született gyilkosok című filmben. Robert Rodríguez Alkonyattól pirkadatig című horrorfilmjében vámpírok ellen harcolt George Clooney-val, Quentin Tarantinóval és Harvey Keitellel az oldalán. 1999-ben a Carla új élete című filmben szerepelt. 2006-ban Jennifer Garnerrel a Kettőt találhatsz című mozifilmben játszott együtt.

## Magánélete
Három évig együtt járt Brad Pitt-tel, 1999-ben hozzáment Steve Berra profi gördeszkáshoz, de 2003-ban elváltak. 2015 óta a Rage Against the Machine dobosával, Brad Wilkkel jár.

## Filmográfia

### Film
| Év   | Magyar cím                              | Eredeti cím                           | Szerep                        | Magyar hang        |
| ---- | --------------------------------------- | ------------------------------------- | ----------------------------- | ------------------ |
| 1988 | Marslakó a mostohám                     | My Stepmother Is an Alien             | Lexie                         |                    |
| 1989 | Karácsonyi vakáció                      | National Lampoon's Christmas Vacation | Audrey Griswold               | Somlai Edina       |
| 1989 |                                         | Meet the Hollowheads                  | Cindy Hollowhead              |                    |
| 1989 |                                         | The Runnin' Kind                      | Amy Curtis                    |                    |
| 1991 | Cape Fear – A rettegés foka             | Cape Fear                             | Danielle Bowden               | Bertalan Ágnes     |
| 1991 | Elveszett szívek                        | Crooked Hearts                        | Cassie                        |                    |
| 1992 | Férjek és feleségek                     | Husbands and Wives                    | Rain                          | Báthory Orsolya    |
| 1992 | Holdvilágos éjszakán                    | That Night                            | Sheryl O'Connor               | Báthory Orsolya    |
| 1993 | Gilbert Grape                           | What's Eating Gilbert Grape           | Becky                         | Kisfalvi Krisztina |
| 1993 | Rómeó vérzik                            | Romeo Is Bleeding                     | Sheri                         | Kisfalvi Krisztina |
| 1993 | Kalifornia – A halál nem utazik egyedül | Kalifornia                            | Adele Corners                 | Györgyi Anna       |
| 1993 | Kalifornia – A halál nem utazik egyedül | Kalifornia                            | Adele Corners                 | Bogdányi Titanilla |
| 1994 | Született gyilkosok                     | Natural Born Killers                  | Mallory Knox                  | Für Anikó          |
| 1994 | Segítség, karácsony!                    | Mixed Nuts                            | Gracie Barzini                | Für Anikó          |
| 1995 | Strange Days – A halál napja            | Strange Days                          | Faith Justin                  | Balázs Ágnes       |
| 1995 | Egy kosaras naplója                     | The Basketball Diaries                | Diane Moody                   | Für Anikó          |
| 1995 | Egy kosaras naplója                     | The Basketball Diaries                | Diane Moody                   | Bogdányi Titanilla |
| 1995 | Egy kosaras naplója                     | The Basketball Diaries                | Diane Moody                   | Gulás Fanni        |
| 1996 | Esthajnalcsillag                        | The Evening Star                      | Melanie Horton                | Náray Erika        |
| 1996 | Alkonyattól pirkadatig                  | From Dusk till Dawn                   | Katherine Fuller              | Kisfalvi Krisztina |
| 1998 | Minden csak a szex                      | Some Girl                             | April                         |                    |
| 1999 | Carla új élete                          | The Other Sister                      | Carla Tate                    | Murányi Tünde      |
| 1999 | A negyedik emelet                       | The 4th Floor                         | Jane Emelin                   |                    |
| 2000 | Kamufeleség                             | Room to Rent                          | Linda                         | Zakariás Éva       |
| 2000 | Hullahegyek, fenegyerek                 | The Way of the Gun                    | Robin                         | Für Anikó          |
| 2001 | Claire életre-halálra                   | Picture Claire                        | Claire Beaucage               | Für Anikó          |
| 2001 | Galiba a Gaudi házban                   | Gaudi Afternoon                       | April                         | Für Anikó          |
| 2002 | Most már elég!                          | Enough                                | Ginny                         | Für Anikó          |
| 2002 |                                         | Armitage: Dual Matrix                 | Naomi Armitage (angol hangja) |                    |
| 2003 | Jéghideg otthon                         | Cold Creek Manor                      | Ruby Ferguson                 | Madarász Éva       |
| 2003 | Sulihuligánok                           | Old School                            | Heidi                         | Hámori Eszter      |
| 2004 | Blueberry – A fejvadász                 | Blueberry                             | Maria Sullivan                | Orosz Helga        |
| 2004 | Starsky és Hutch                        | Starsky & Hutch                       | Kitty                         | Für Anikó          |
| 2005 | Füves Daltry                            | Daltry Calhoun                        | Flora Flick                   | Bertalan Ágnes     |
| 2005 | Sarki fény                              | Aurora Borealis                       | Kate                          | Solecki Janka      |
| 2005 | Süthetjük                               | Grilled                               | Suzanne                       | Náray Erika        |
| 2006 | Darwin-díj – Halni tudni kell!          | The Darwin Awards                     | Joleen                        | Kisfalvi Krisztina |
| 2007 | Kettőt találhatsz                       | Catch and Release                     | Maureen                       | Söptei Andrea      |
| 2009 | Hajrá Bliss!                            | Whip It!                              | Iron Maven                    |                    |
| 2009 |                                         | Metropia                              | Nina (hangja)                 |                    |
| 2010 | Gyógyító érintés                        | Sympathy for Delicious                | Ariel Lee                     |                    |
| 2010 | Sejtcserés támadás                      | The Switch                            | Debbie Epstein                | Für Anikó          |
| 2010 | Meggyőződés                             | Conviction                            | Roseanna Perry                |                    |
| 2010 | Terhes társaság                         | Due Date                              | Heidi                         | Für Anikó          |
| 2011 |                                         | Hick                                  | Tammy Cutter-McMullen         |                    |
| 2011 |                                         | Foreverland                           | Vicky                         |                    |
| 2012 |                                         | Open Road                             | Jill                          |                    |
| 2013 | Augusztus Oklahomában                   | August: Osage County                  | Karen Weston                  | Für Anikó          |
| 2014 | Ördögfióka                              | Hellion                               | Pam                           | Náray Erika        |
| 2014 |                                         | Kelly & Cal                           | Kelly                         |                    |
| 2015 | Jem and the Holograms                   | Jem and the Holograms                 | Erica Raymond                 | Hámori Eszter      |
| 2016 | Idegpálya                               | Nerve                                 | Nancy Delmonico               | Bertalan Ágnes     |
| 2018 |                                         | Back Roads                            | Bonnie Altmyer                |                    |
| 2018 | Millió darabra törve                    | A Million Little Pieces               | Joanne                        | Für Anikó          |
| 2019 | Mami                                    | Ma                                    | Erica Thompson                | Bertalan Ágnes     |
| 2021 |                                         | Music                                 | Evelyn                        |                    |
| 2021 |                                         | Mayday                                | June                          |                    |
| 2021 |                                         | Breaking News in Yuba County          | Gloria Michaels               |                    |

### Televízió
| Év        | Magyar cím                               | Eredeti cím              | Szerep                       | Megjegyzések                                  |
| --------- | ---------------------------------------- | ------------------------ | ---------------------------- | --------------------------------------------- |
| 1987      |                                          | Home Fires               | Maty                         | tévéfilm                                      |
| 1987–1988 |                                          | I Married Dora           | Katie Ferrell                | 13 epizód                                     |
| 1988      |                                          | The Facts of Life        | Terry Rankin                 | 2 epizód                                      |
| 1989–1990 |                                          | The Wonder Years         | Delores                      | 4 epizód                                      |
| 1990      | Túl fiatal a halálhoz?                   | Too Young to Die?        | Amanda Sue Bradley           | - tévéfilm - magyar hangja: - Sánta Annamária |
| 1990      |                                          | A Family for Joe         | Holly Bankston               | 9 epizód                                      |
| 2001      | Az otthon kék ege                        | My Louisiana Sky         | Dorie Kay                    | tévéfilm                                      |
| 2001      | Dharma és Greg, avagy kettőn áll a vásár | Dharma & Greg            | September                    | 1 epizód                                      |
| 2002      | Pasifogó kísérletek                      | Hysterical Blindness     | Beth Toczynski               | tévéfilm                                      |
| 2003      |                                          | Free for All             | Paula Wisconsin (hangja)     | 7 epizód                                      |
| 2004      | A fény felé                              | Chasing Freedom          | Libby                        | tévéfilm                                      |
| 2006      | A nevem Earl                             | My Name Is Earl          | Jessie                       | 1 epizód                                      |
| 2010      |                                          | Memphis Beat             | Cleo                         | 1 epizód                                      |
| 2012      | A cég                                    | The Firm                 | Tamara Inez "Tammy" Hemphill | 19 epizód                                     |
| 2015–2016 | Titkok és hazugságok                     | Secrets and Lies         | Andrea Cornell nyomozó       | 22 epizód                                     |
| 2015      | Wayward Pines                            | Wayward Pines            | Beverly Brown                | 3 epizód                                      |
| 2017      |                                          | Graves                   | Bailey Todd                  | 2 epizód                                      |
| 2018      |                                          | Camping                  | Jandice                      | 8 epizód                                      |
| 2018–2019 |                                          | The Conners              | Blue                         | 3 epizód                                      |
| 2019      |                                          | At Home with Amy Sedaris | Tandy Tucker                 | 1 epizód                                      |
| 2019      | A tett                                   | The Act                  | Stephanie Godejohn           | 1 epizód                                      |
| 2020      |                                          | Sacred Lies              | Harper                       | 10 epizód                                     |
| 2020      | Ez minden, amit tudok                    | I Know This Much Is True | Nedra Frank                  | 2 epizód                                      |
| 2020      | Piszkosul gazdagok                       | Filthy Rich              | Juliette                     | 1 epizód                                      |
| 2021–2023 | Túlélőjátszma                            | Yellowjackets            | Natalie                      | főszereplő                                    |

## Fordítás
- Ez a szócikk részben vagy egészben  a   Juliette Lewis című angol Wikipédia-szócikk fordításán alapul.  Az eredeti cikk szerkesztőit annak laptörténete sorolja fel. Ez a jelzés csupán a megfogalmazás eredetét és a szerzői jogokat jelzi, nem szolgál a cikkben szereplő információk forrásmegjelöléseként.
- Ez a szócikk részben vagy egészben  a   List of Juliette Lewis performances című angol Wikipédia-szócikk fordításán alapul.  Az eredeti cikk szerkesztőit annak laptörténete sorolja fel. Ez a jelzés csupán a megfogalmazás eredetét és a szerzői jogokat jelzi, nem szolgál a cikkben szereplő információk forrásmegjelöléseként.

## További információ
- Hivatalos oldal
- Juliette Lewis a Facebookon
- Juliette Lewis a PORT.hu-n (magyarul)
- Juliette Lewis az Internetes Szinkronadatbázisban (magyarul)
- Juliette Lewis az Internet Movie Database-ben (angolul)
- Juliette Lewis a Rotten Tomatoeson (angolul)